# キャピー原田
キャピー原田（原田 恒男、はらだ つねお、1921年10月16日  - 2010年6月5日）は、日米野球界の橋渡し役として活躍した日系アメリカ人。

## 経歴
1921年カリフォルニア州サンタマリア近郊に生まれ、太平洋戦争ではアメリカ陸軍に志願し、敵国語（日本語）情報将校として従軍する。戦後はGHQに配属され、サンフランシスコ・シールズと日本プロ野球の親善試合の実現などに貢献した。
退役後は読売ジャイアンツの国際担当として与那嶺要などの日系アメリカ人選手を獲得したほか、サンフランシスコ・ジャイアンツの極東スカウト担当として日本人初のMLBプレーヤーとなった村上雅則を獲得するなど、日米双方の野球界で活躍した。2009年11月に旭日小綬章を授与される。
2010年6月5日、心不全のためカリフォルニア州で死去。88歳没。原田の棺はカリフォルニア州の米軍墓地に埋葬された。

### 太平洋戦争からGHQ時代
1941年、真珠湾攻撃を知ってアメリカ陸軍に志願し、陸軍情報外国語学校に入学。1944年には神風攻撃での負傷によりパープルハート章を授与される。終戦後はGHQ経済科学局局長であるウィリアム・マーカット少将の副官として配属され、大蔵大臣・池田勇人とマーカットとの国家予算など重要な交渉の通訳を担当（→池田勇人）。
また松本瀧藏や佐伯達夫らとともに甲子園球場の接収解除、鶴岡一人らが進めた大阪スタヂアム建設許可の折衝、松本、正力松太郎、鈴木惣太郎らとともにサンフランシスコ・シールズと日本プロ野球の親善試合の実現に貢献、球団や日本側との交渉など実務を担当するなど、日本野球の戦後復興に尽力した。1947年人気歌手の暁テル子と結婚（1958年に離婚）。

### 読売ジャイアンツ／SFジャイアンツでのスカウト活動
アメリカ陸軍を退役後、1951年に読売ジャイアンツの国際担当に就任。セ・リーグの有力選手をサンフランシスコ・シールズの春キャンプに送り込む。小鶴誠（松竹）、川上哲治（巨人）、藤村富美男（阪神）、杉下茂（中日）の4選手が参加。また、ハワイ出身の日系二世、与那嶺要をサンフランシスコ・シールズから獲得する。翌年は広田順、西田亨、1953年には柏枝文治、松岡光雄、1955年は宮本敏雄と、ハワイ出身選手を次々に読売ジャイアンツにスカウトする。
1960年には力道山の要請でリキ・エンタープライズ副社長に就任する。
1964年、サンフランシスコ・ジャイアンツの極東スカウト担当として、傘下のマイナーチーム・1Aフレズノに野球留学していた村上雅則投手を獲得する。村上は8月31日にメジャーに昇格、翌9月1日のニューヨーク・メッツ戦に日本人として初めてメジャー登板を果たし、この年は9試合に登板して1勝1S、防御率1.80の好成績をおさめた。

### マイナーリーグGMからMLBでの活動
1966年、カブス傘下の1A ローダイ・クラッシャーズ（現在のエンゼルス傘下1A+ ランチョクカモンガ・クエークスのゼネラル・マネージャ（GM）に就任。
1968年にはサンフランシスコ・ジャイアンツの広報担当に就任した。この当時、鶴岡一人の紹介で鶴岡と同郷の広島県出身で日本の高校球界トップクラスの投手の1人と目されていた佐伯和司をアメリカに留学させた後に入団させる為にスカウトを派遣した（この計画は当時のセ・リーグ会長によって阻止され、佐伯は1970年のドラフト会議で地元の広島東洋カープから1位指名されて入団した）こともある。
後に会長補佐（1971年〜）を経て、大リーグコミッショナー事務局（1976年から1980年まで）に所属した。

## 日本野球との接点
原田が日本野球と関わることになったのは、原田が少年時代に日系人チームでプレーした野球選手だったからで、鶴岡一人が広島商業時代の1931年選抜大会で優勝してアメリカ遠征した時に原田と鶴岡は対戦し、戦後は生涯に渡り親友として付き合った。南海への外国人選手斡旋の他、先の大阪スタヂアム建設時の折衝や村上雅則の野球留学の他、1970年に鶴岡が結成したボーイズリーグの日米交流に協力し、これはその後の少年野球世界大会開催に発展している。原田は2010年のメジャーリーグ開幕直後のエンゼルスのジャパニーズデーに姿を見せ、「日本に行って鶴岡さんの墓参りをしたい」と語っていたが、かなわなかった。